# Tindra Monsen
Tindra Edla Julia Monsen, född den 29 september 1999 på Gotland, är en svensk skådespelerska. Hon studerade skådespeleri vid Stockholms konstnärliga högskola 2020-2023.

## Roller i urval

### Film/TV
- Barracuda Queens (2022-) - Klara Rapp

### Teater
- Hur känner du att du är rädd? (2023) - Ensemble, Orionteatern.
- En Taskig Situation (2023) - Monolog, Dramaten.